# Denemarken op de Olympische Winterspelen 2022
Denemarken was een van de deelnemende landen aan de Olympische Winterspelen 2022 in Peking, China.

## Deelnemers en resultaten

### Alpineskiën
| Naam          | Onderdeel  | Run 1   | Run 1 | Run 2 | Run 2 | Totaal  | Totaal |
| Naam          | Onderdeel  | Tijd    | Rang  | Tijd  | Rang  | Tijd    | Rang   |
| ------------- | ---------- | ------- | ----- | ----- | ----- | ------- | ------ |
| Casper Dyrbye | Slalom (m) | 1:01,38 | 38    | 55,89 | 31    | 1:57,27 | 30     |

### Biatlon
Vrouwen
| Naam                    | Onderdeel   | Tijd    | Missers | Rang |
| ----------------------- | ----------- | ------- | ------- | ---- |
| Ukaleq Astri Slettemark | Individueel | 50:27,4 | 0       | 53   |
| Ukaleq Astri Slettemark | Sprint      | 23:54,6 | 0       | 65   |

### Curling
| Team                                                                                           | Onderdeel | Groepsfase     | Groepsfase     | Groepsfase     | Groepsfase     | Groepsfase     | Groepsfase     | Groepsfase     | Groepsfase     | Groepsfase     | Groepsfase | Tiebreaker     | Halve finale   | Finale / BM    | Finale / BM |
| Team                                                                                           | Onderdeel | Opponent Score | Opponent Score | Opponent Score | Opponent Score | Opponent Score | Opponent Score | Opponent Score | Opponent Score | Opponent Score | Rang       | Opponent Score | Opponent Score | Opponent Score | Rang        |
| ---------------------------------------------------------------------------------------------- | --------- | -------------- | -------------- | -------------- | -------------- | -------------- | -------------- | -------------- | -------------- | -------------- | ---------- | -------------- | -------------- | -------------- | ----------- |
| Tobias Thune Jacobsen Mikkel Krause Mads Nørregaard Rasmussen Henrik Holtermann Kasper Wiksten | Mannen    | CAN 5 - 10     | CHN 4 - 5      | ROC 2 - 10     | SUI 6 - 8      | GBR 2 - 8      | NOR 6 - 5      | SWE 3 - 8      | ITA 3 - 10     | USA 5 - 7      | 10         | --             | --             | --             | --          |
| Madeleine Dupont Denise Dupont Mathilde Halse My Larsen Jasmin Lander                          | Vrouwen   | CHN 7 - 6      | USA 5 - 7      | JPN 7 - 8      | SUI 5 - 8      | GBR 2 - 7      | ROC 10 - 5     | SWE 3 - 9      | KOR 7 - 8      | CAN 4 - 10     | 9          | --             | --             | --             | --          |

### IJshockey
| Onderdeel | Groepsfase     | Groepsfase     | Groepsfase     | Groepsfase     | Groepsfase | Play-off       | Kwartfinale    | Halve finale   | Finale / BM    | Finale / BM |
| Onderdeel | Opponent Score | Opponent Score | Opponent Score | Opponent Score | Rang       | Opponent Score | Opponent Score | Opponent Score | Opponent Score | Rang        |
| --------- | -------------- | -------------- | -------------- | -------------- | ---------- | -------------- | -------------- | -------------- | -------------- | ----------- |
| Mannen    | CZE 2-1        | ROC 0-2        | SUI 2-0        | n.v.t.         | 2          | LAT 3-2        | ROC 1-3        | niet geplaatst | niet geplaatst | 7           |
| Vrouwen   | CHN 1-3        | JPN 2-6        | CZE 3-2        | SWE 1-3        | 5          | n.v.t.         | niet geplaatst | niet geplaatst | niet geplaatst | 10          |

Selecties
| Olympiër | Onderdeel | Resultaat |
| --- | --------- | --------- |
| Matthias Asperup Mikkel Boedker Phillip Bruggisser Sebastian Dahm Frederik Dichow Patrick Galbraith Mathias Hansen Julian Jakobsen Jesper Jensen Nicholas Jensen Nicklas Jensen Jesper Jensen Aabo Emil Kristensen Oliver Larsen Matias Lassen Markus Lauridsen Oliver Lauridsen Morten Madsen Nicolai Meyer Frans Nielsen Nick Olesen Morten Poulsen Peter Regin Patrick Russell Frederik Storm | mannen    | 7         |
| |           |           |
| Emma-Sofie Nordstrom Cassandra Repstock-Romme Lisa Sellberg Jensen Amalie Andersen Josephine Asperup Simone Jacquet Thrysoe Kristine Melberg Hansen Malene Clarin Frandsen Amanda Normann Refsgaard Sofie Skott Dahl Mia Bau Hansen Sofia Bluthgen Skriver Michele Brix Nielsen Lilli Pearl Friis-Hansen Julie Marie Funch Ostergaard Josefine Hoegh Persson Maria Holm Peters Josefine Jakobsen Silke Lave Glud Julie Oksbjerg Emma Elizabeth Russell Nicoline Sondergaard Jensen Michelle Weis Hansen | vrouwen   | 10        |

### Schaatsen
Mannen
| Naam               | Onderdeel | Uitslag | Uitslag |
| Naam               | Onderdeel | Tijd    | Rang    |
| ------------------ | --------- | ------- | ------- |
| Viktor Hald Thorup | 5000 m    | 6:28,87 | 19      |

Massastart
| Naam               | Onderdeel | Halve finale | Halve finale | Halve finale | Finale         | Finale         | Finale |
| Naam               | Onderdeel | Punten       | Tijd         | Rang         | Punten         | Tijd           | Rang   |
| ------------------ | --------- | ------------ | ------------ | ------------ | -------------- | -------------- | ------ |
| Stefan Due Schmidt | Mannen    | 0            | 7:58,01      | 12           | niet geplaatst | niet geplaatst | 25     |
| Viktor Hald Thorup | Mannen    | 1            | 8:21,94      | 10           | niet geplaatst | niet geplaatst | 21     |